# Кацурагі-Мару
Кацурагі-Мару — транспортне судно, яке під час Другої японо-китайської та Другої світової воєн взяло участь в операціях японських збройних сил в Китаї, Індонезії, архіпелазі Бісмарка та на Соломонових островах.

## Передвоєнна історія
Кацурагі-Мару спорудили в 1931 році на верфі Uraga Dock для компанії Kokusai Kisen.
Окрім перевезення вантажів, судно могло прийняти 12 пасажирів. У наступні роки воно працювало на лініях між японськими портами Кобе, Йокогама, Моджі та Нью-Йорком, Балтімором, Новим-Орлеаном, Галвестоном, Лос-Анджелесом, Манілою, Сінгапуром, Пенангом.

## Друга японо-китайська війна
У 1938 році, на тлі Другої японо-китайської війни, Кацурагі-Мару відвідало порти Самах (острів Хайнань), Мако (важлива база японського ВМФ на Пескадорських островах у південній частині Тайванської протоки), Такао (наразі Гаосюн на Тайвані). 20 серпня 1938 року судно реквізували для потреб Імперського флоту Японії, після чого воно продовжило рейси до портів Китаю.
9 жовтня 1938 року Кацурагі-Мару вийшло з Мако та 12 жовтня разом з іншими транспортами безперешкодно провело висадку десанту в затоці Біас (пів сотні кілометрів на північний схід від Гонконгу). Японські війська розгорнули наступ на Кантон (Гуанчжоу), який захопили 21 жовтня.
Кацурагі-Мару продовжувало рейси до Китаю майже до завершення 1939 року, після чого пройшло модернізацію на верфі Mitsubishi Zosen у Нагасакі (завершена 10 січня 1940), де отримало озброєння із двох встановлених на носу та кормі 120-мм гармат.

## Вторгнення до Нідерландської Ост-Індії
На початку січня 1942 року судно перебувало в порту Давао на острові Мінданао (Південні Філіппіни), звідки 6 січня перейшло до затоки Магнага. 9 січня воно та ще 9 суден, які мали на борту 1-й та 2-й батальйони морської піхоти ВМБ Сасебо, вирушили на південь. Невдовзі після опівночі 11 січня вони почали висадку десанту на північно-східному завершенні острова Целебес в Менадо та Кемі (Кацурагі-Мару доправило бійців саме до останнього з названих пунктів).
14-16 січня Кацурагі-Мару перейшло з Кемі до Давао, 17 січня повернулось на Целебес до Менадо, а 26 січня знову вирушило до Давао.
У другій половині дня 27 січня 1942 року Кацурагі-Мару вирушило з Давао та 29 січня прибуло до островів Бангка біля північно-східного завершення Целебесу. Того ж дня воно та ще 10 транспортів, які мали на борту 1-й батальйон морської піхоти ВМБ Куре та 228-й піхотний полк, вирушили на південь у складі сил вторгнення на Амбон (Молуккські острови). У ніч 31 січня здійснили висадку десанту, котрий до 3 лютого повністю оволодів островом. 8 лютого Кацурагі-Мару полишило Амбон.
1 березня 1942 року судно прибуло до Купангу (острів Тимор), того ж дня воно вирушило звідси та 3 березня прибуло до Кендарі (острів Целебес). В обидва названі пункти Кацурагі-Мару, ймовірно, доправило винищувачі Mitsubishi A6M Zero для 3-ї морської авіагрупи. 16 березня судно полишило Кендарі.
З другої половини березня по першу половину квітня судно відвідало порти Голо (на однойменному острові в архіпелазі Сулу), Бангкок, Пенанг (західне узбережжя півострова Малакка), Сабанг (острів Суматра), Сінгапур, Амбон.

## Рейси до архіпелагу Бісмарка та на Соломонові острови
16-22 червня 1942 року Кацурагі-Мару перейшло з Амбону до Кавієнгу на острові Нова Ірландія, де була друга за значенням японська база в архіпелазі Бісмарка. 25-26 червня воно перейшло звідси до Рабаулу — головної передової бази в архіпелазі на острові Нова Британія, з якої провадились операції на Соломонових островах та сході Нової Гвінеї. А 27-28 червня воно досягло якірної стоянки Шортленд — прикритої групою невеликих островів Шортленд акваторії біля південного завершення острова Бугенвіль (тут японці облаштовували аеродром в Буїні на Бугенвілі).
Надалі Кацурагі-Мару повернулось до Південно-Східної Азії та на початку вересня прибуло до Сінгапуру. 9 вересня судно вирушило на схід, пройшло через Амбон та 22 вересня досягло Кавієнгу. 25-26 вересня Кацурагі-Мару перейшло до Рабаулу, а 27 вересня вирушило звідси до Бугенвіля. 29 вересня воно побувало на якірній стоянці Шортленд, куди, ймовірно, доправило винищувачі Mitsubishi A6M Zero, і того ж дня вийшло у зворотний рейс на Рабаул.
Вранці 1 жовтня за дев'яносто кілометрів на південь від мису Сент-Джордж (південне завершення острова Нова Ірландія) підводний човен Sturgeon випустив 4 торпеди по Кацурагі-Мару. Три з них поцілили та потопили судно, загинуло 30 членів екіпажу. Ескорт провів безрезультатну атаку глибинними бомбами, після чого зайнявся порятунком тих, хто вижив.